# Exosphaeroma inornata
Exosphaeroma inornata is een pissebed uit de familie Sphaeromatidae. De wetenschappelijke naam van de soort is voor het eerst geldig gepubliceerd in 1958 door Dow.